# همیشه به همسر خود بگویید
همیشه به همسر خود بگویید (انگلیسی: Always Tell Your Wife) فیلمی کوتاه در ژانر کمدی به کارگردانی آلفرد هیچکاک، سیمور هیکس و هیو کریس است که در سال ۱۹۲۳ منتشر شد.
بعد از بیماریِ هیو کریس (کارگردان اصلی فیلم)، آلفرد هیچکاک و تهیه کننده فیلم سیمور هیکس فیلم را به پایان رساندند و این گونه اولین تجربه کارگردانی آلفرد هیچکاک رقم خورد.
دقایقی از این فیلم گمشده و حدود ۸ دقیقه از آن موجود است.